# 劉欣宏
劉欣宏（1969年10月30日—）是一名臺灣男子拳擊運動員，主攻輕蠅量級，曾代表中華臺北參加1988年夏季奧林匹克運動會。他的女兒劉宇珊同樣也是拳擊選手。